# Kópasker
Kópasker je malá obec u fjordu Öxarfjörður na severovýchodním pobřeží Islandu. Žije zde přibližně 140 obyvatel. Zeměpisné souřadnice jsou 66°18' severní šířky a 16°26' západní délky.

## Historie a současnost
V roce 1912 zde byl postaven první obytný dům. V roce 1976 obec postihlo silné zemětřesení o síle 6,3 stupně Richterovy stupnice, které způsobilo mnoho škod v celé oblasti a v současnosti je zde umístěna výstava o této události.
Nejvýznamnějším průmyslovým odvětvím je zpracování masa, nachází se zde (na místní poměry) poměrně velká jatka a továrna na zpracování jehněčího masa. V obci je dále obchod, zdravotní středisko, pobočka banky a ubytovací zařízení (kemp a penziony).